# Durmenach
Durmenach [dyʁmənak]  est une commune française située dans la circonscription administrative du Haut-Rhin et, depuis le 1er janvier 2021, dans le territoire de la Collectivité européenne d'Alsace, en région Grand Est.
Cette commune se trouve dans la région historique et culturelle d'Alsace.
Ses habitants sont appelés les Durmenachois et les Durmenachoises.

## Géographie

### Localisation
Durmenach est un petit village situé dans le sud de l'Alsace. Il fait partie des 120 communes qui composent le Sundgau. Durmenach fait partie du canton d'Altkirch et de l'arrondissement d'Altkirch.
| Roppentzwiller |            | Muespach     |
|                | Durmenach  | Werentzhouse |
| Vieux-Ferrette | Bouxwiller |              |

### Hydrographie
La commune est dans le bassin versant du Rhin au sein du bassin Rhin-Meuse. Elle est drainée par l'Ill, le Katzenbach, le Niesbach, le Reiserngraben et le Walchenbach,,.
L'Ill, d'une longueur de 217 km, prend sa source dans la commune de Winkel et se jette  dans le Grand Canal d'Alsace à Offendorf, après avoir traversé 68 communes. Les caractéristiques hydrologiques de l'Ill sont données par la station hydrologique située sur la commune d'Oltingue. Le débit moyen mensuel est de 0,443 m3/s. Le débit moyen journalier maximum est de 9,7 m3/s, atteint lors de la crue du 9 août 2007. Le débit instantané maximal est quant à lui de 12,2 m3/s, atteint le même jour.

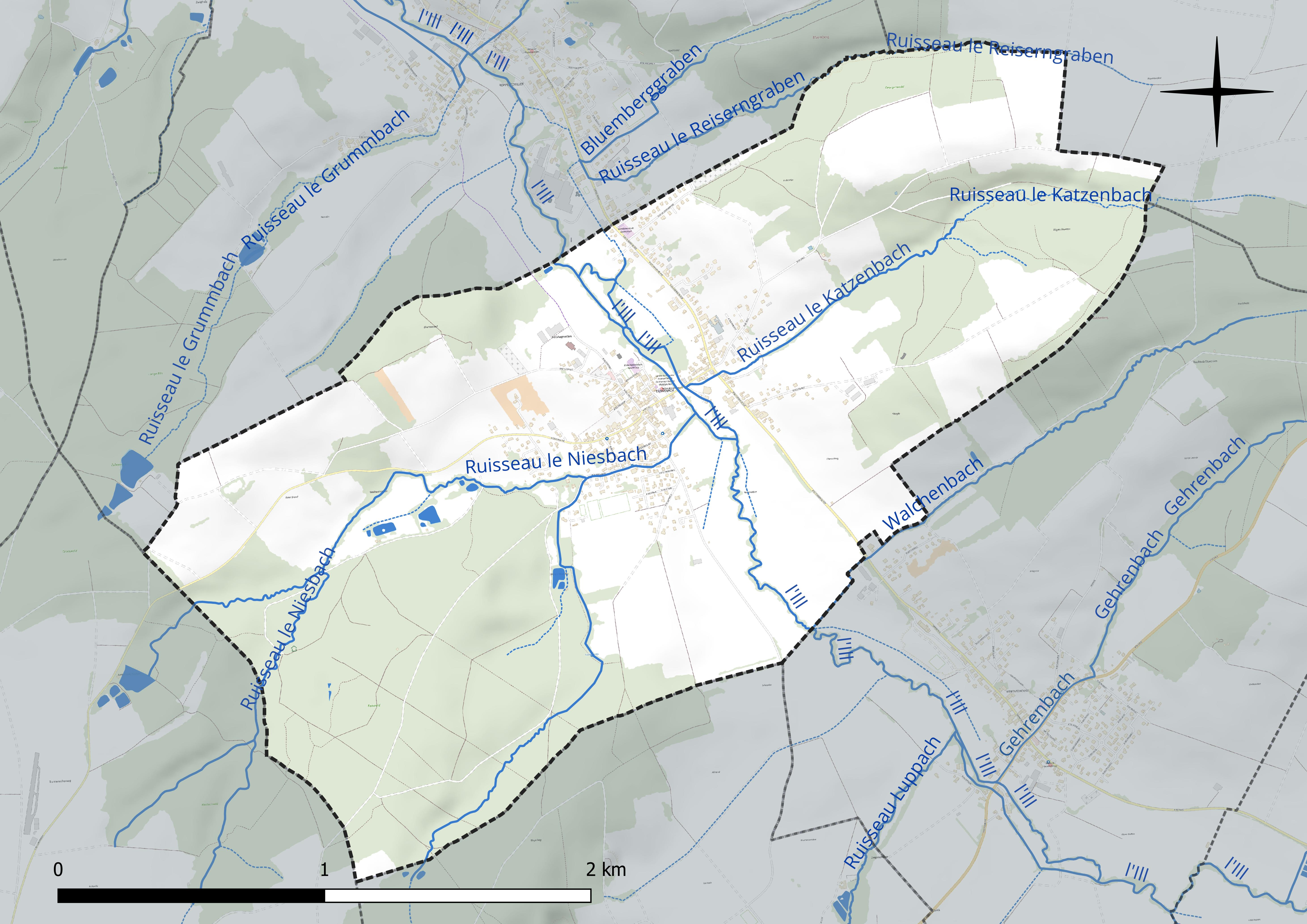
Réseau hydrographique de Durmenach.

### Climat
Pour des articles plus généraux, voir Climat du Grand Est et Climat du Haut-Rhin.
En 2010, le climat de la commune est de type climat de montagne, selon une étude du Centre national de la recherche scientifique s'appuyant sur une série de données couvrant la période 1971-2000. En 2020, Météo-France publie une typologie des climats de la France métropolitaine dans laquelle la commune est dans une zone de transition entre le climat semi-continental et le climat de montagne et est dans la région climatique  Vosges, caractérisée par une pluviométrie très élevée (1 500 à 2 000 mm/an) en toutes saisons et un hiver rude (moins de 1 °C). 
Pour la période 1971-2000, la température annuelle moyenne est de 9,7 °C, avec une amplitude thermique annuelle de 17,4 °C. Le cumul annuel moyen de précipitations est de 894 mm, avec 9,6 jours de précipitations en janvier et 9,9 jours en juillet. Pour la période 1991-2020, la température moyenne annuelle observée sur la station météorologique de Météo-France la plus proche, « Lucelle_sapc », sur la commune de Lucelle à 13 km à vol d'oiseau, est de 9,4 °C et le cumul annuel moyen de précipitations est de 1 091,0 mm. 
La température maximale relevée sur cette station est de 36 °C, atteinte le 20 juillet 2003 ; la température minimale est de −19 °C, atteinte le 20 décembre 2009,,. 
Les paramètres climatiques de la commune ont été estimés pour le milieu du siècle (2041-2070) selon différents scénarios d'émission de gaz à effet de serre à partir des nouvelles projections climatiques de référence DRIAS-2020. Ils sont consultables sur un site dédié publié par Météo-France en novembre 2022.

## Urbanisme

### Typologie
Au 1er janvier 2024, Durmenach est catégorisée bourg rural, selon la nouvelle grille communale de densité à sept niveaux définie par l'Insee en 2022.
Elle est située hors unité urbaine. Par ailleurs la commune fait partie de l'aire d'attraction de Bâle - Saint-Louis (partie française), dont elle est une commune de la couronne,. Cette aire, qui regroupe 94 communes, est catégorisée dans les aires de 200 000 à moins de 700 000 habitants,.

### Occupation des sols
L'occupation des sols de la commune, telle qu'elle ressort de la base de données européenne d’occupation biophysique des sols Corine Land Cover (CLC), est marquée par l'importance des territoires agricoles (45,8 % en 2018), en diminution par rapport à 1990 (47,9 %). La répartition détaillée en 2018 est la suivante : 
forêts (43,2 %), terres arables (23,6 %), zones agricoles hétérogènes (22,2 %), zones urbanisées (10,9 %). L'évolution de l’occupation des sols de la commune et de ses infrastructures peut être observée sur les différentes représentations cartographiques du territoire : la carte de Cassini (XVIIIe siècle), la carte d'état-major (1820-1866) et les cartes ou photos aériennes de l'IGN pour la période actuelle (1950 à aujourd'hui).

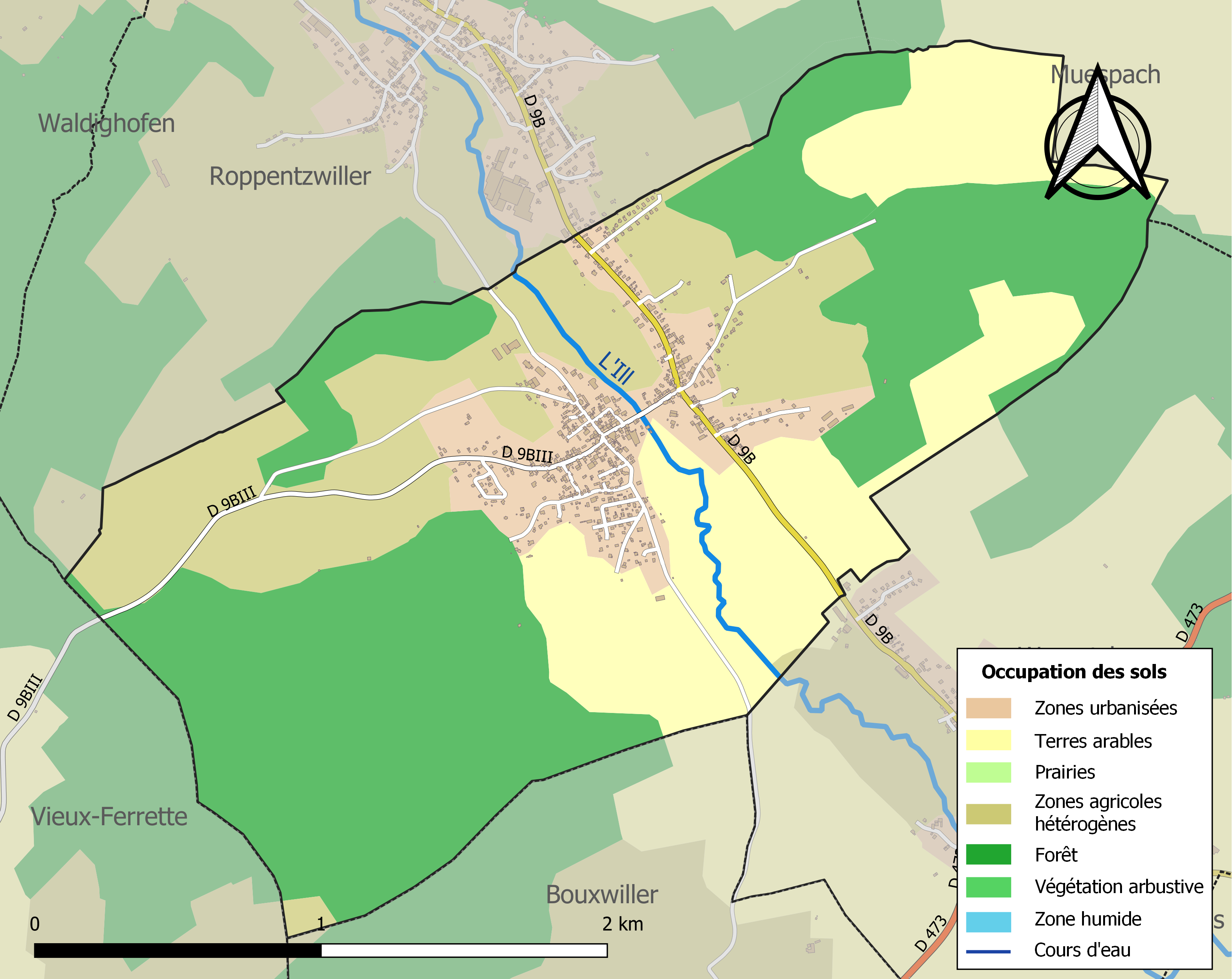
Carte des infrastructures et de l'occupation des sols de la commune en 2018 (CLC).

## Toponymie
Du latin terminacum = limite[réf. nécessaire].
Terminachum (1187), Terminach (1188), Termnacho (1188), Terminach (1210), Tirmenach & Turmenach (1394), Tirmenach (1580), Dirmenach (1793 & 1801), Derma (date inconnue).[réf. nécessaire]

## Histoire
En 1324, Durmenach passe aux comtes de Ferrette et aux Habsbourg. Il est ensuite tenu par une branche proche des nobles de Flaxlanden connu sous le nom de Dürmenach.
En 1354, les Bâlois brûlèrent le village ainsi que le château qui s'y trouvait.
Au XVe siècle, les Armagnacs s’installent dans le village et y prennent leur quartier.
Avec le traité de Westphalie en 1648, la domination des Habsbourg cesse et Durmenach devient française.
En 1789, le village connaît de violentes émeutes antisémites. Durmenach dispose d'un château, qui a été transformé en logements.
En 1846, la population juive représente plus de 56 % de la population. Lors du Judenrumpel de 1848, 75 maisons juives furent incendiées.

### Présence juive
L'actuel foyer de Durmenach transformé depuis 1960 en foyer catholique fut autrefois une synagogue qui, par deux fois, fut ravagée par les flammes.
Le village fut au XVe siècle une importante agglomération juive. 
La plupart des maisons du centre ont été construites par des familles juives entre le XVIe et le XVIIIe siècle.
En 1826, les Juifs habitent encore 66 maisons différentes. La rue du 29-Février commémore la journée des émeutes antisémites du 29 février 1848. Durmenach comptait encore à cette époque 650 juifs sur 1 000 habitants. Après les émeutes, 75 maisons juives furent incendiées.

## Politique et administration

### Découpage territorial
La commune de Durmenach est membre de la communauté de communes Sundgau, un établissement public de coopération intercommunale (EPCI) à fiscalité propre créé le 15 juin 2016 dont le siège est à Altkirch. Ce dernier est par ailleurs membre d'autres groupements intercommunaux.
Sur le plan administratif, elle est rattachée à l'arrondissement d'Altkirch, à la circonscription administrative de l'État du Haut-Rhin, en tant que circonscription administrative de l'État, et à la région Grand Est. 
Sur le plan électoral, elle dépendait jusqu'en 2020 du  canton d'Altkirch pour l'élection des conseillers départementaux au sein du conseil départemental du Haut-Rhin. Depuis le 1er janvier 2021, elle dépend du même canton pour l'élection des conseillers d'Alsace au sein de la collectivité européenne d'Alsace.

### Chronologie des maires
| Période                                  | Période                   | Identité                                               | Étiquette | Qualité             |
| ---------------------------------------- | ------------------------- | ------------------------------------------------------ | --------- | ------------------- |
| mars 2001                                | En cours (au 31 mai 2020) | Dominique Springinsfeld Réélu pour le mandat 2020-2026 | -         | Exploitant agricole |
| Les données manquantes sont à compléter. |                           |                                                        |           |                     |

## Population et société

### Démographie
L'évolution du nombre d'habitants est connue à travers les recensements de la population effectués dans la commune depuis 1793. Pour les communes de moins de 10 000 habitants, une enquête de recensement portant sur toute la population est réalisée tous les cinq ans, les populations de référence des années intermédiaires étant quant à elles estimées par interpolation ou extrapolation. Pour la commune, le premier recensement exhaustif entrant dans le cadre du nouveau dispositif a été réalisé en 2008.

En 2022, la commune comptait 831 habitants, en évolution de −2,24 % par rapport à 2016 (Haut-Rhin : +0,66 %, France hors Mayotte : +2,11 %).
| 1793 | 1800 | 1806 | 1821  | 1831  | 1836  | 1841  | 1846  | 1851  |
| ---- | ---- | ---- | ----- | ----- | ----- | ----- | ----- | ----- |
| 708  | 729  | 762  | 1 038 | 1 047 | 1 039 | 1 111 | 1 137 | 1 147 |

| 1856 | 1861  | 1866  | 1871 | 1875 | 1880 | 1885 | 1890 | 1895 |
| ---- | ----- | ----- | ---- | ---- | ---- | ---- | ---- | ---- |
| 977  | 1 033 | 1 065 | 983  | 898  | 913  | 885  | 853  | 863  |

| 1900 | 1905 | 1910 | 1921 | 1926 | 1931 | 1936 | 1946 | 1954 |
| ---- | ---- | ---- | ---- | ---- | ---- | ---- | ---- | ---- |
| 858  | 921  | 975  | 974  | 964  | 950  | 907  | 946  | 853  |

| 1962 | 1968 | 1975 | 1982 | 1990 | 1999 | 2006 | 2008 | 2013 |
| ---- | ---- | ---- | ---- | ---- | ---- | ---- | ---- | ---- |
| 838  | 875  | 870  | 894  | 853  | 883  | 911  | 919  | 872  |

| 2018 | 2022 | - | - | - | - | - | - | - |
| ---- | ---- | - | - | - | - | - | - | - |
| 832  | 831  | - | - | - | - | - | - | - |

## Culture locale et patrimoine

### Lieux et monuments
- Église Saint-Georges.
- Manoir du XVIe siècle.
- Ferme de 1811.

### Cimetière israélite
Le cimetière israélite de Durmenach date de 1794 et contenait à l'époque un millier de tombes dont 300 sont encore visibles. Le reste des tombes a été envahie par la végétation, ou encore des stèles de grès se sont désagrégées sous l'effet des intempéries, du gel ; d'autres se sont effondrées.
Les monuments les plus anciens qui restent encore debout sont en grès de meilleure qualité. Le cimetière se trouve au bout de la rue de la Gendarmerie  (autrefois connu sous le nom alsacien de Judàacker), perché sur une colline, entre la forêt et les prés-vergés.
Des travaux de débroussaillage ont été entrepris, ainsi que le nettoyage et le relèvement des tombes qui se sont effondrées. D'autres cimetières juifs sont dans le même état se trouvent également dans le sud de l'Alsace : Hégenheim, Hagenthal-le-Bas, Luemschwiller.
|  |

### Héraldique
| Blason de Durmenach | Les armes de Durmenach se blasonnent ainsi : « D'azur au couteau de chasse d'argent, au manche de gueules garni et clouté d'or, posé en pal. » |